# Silkeborg
Silkeborg és una ciutat danesa de la península de Jutlàndia. És la capital del municipi de Silkeborg que forma part de la regió de Midtjylland, ambdós creats l'1 de gener del 2007 com a part d'una reforma territorial. Forma part de la Regió metropolitana de l'est de Jutlàndia (Byregion Østjylland) que comprèn 17 municipis i una població de més d'1,2 milions de persones, el que representa al voltant del 23% de la població del país.
La ciutat és entre les dues ribes del Silkeborg Langsø, un llac que forma part del curs del riu Gudenå, envoltada per turons boscosos. Altres llacs adjacents a la ciutat són el Brassø, l'Almindsø i l'Ømsø. A un 12 km al sud-oest de Silkeborg hi ha el turó de Himmelbjerget, un dels punts més alts de Dinamarca, dominant el llac Julsø amb la seva torre cimera.
Silkeborg és a 40 km a l'est d'Århus i a uns 35 km al sud de Viborg, la línia de ferrocarril que uneix Hjerning i Skanderborg passa per la ciutat.

## Història
Silkeborg és una ciutat molt recent, ja que es va originar al voltant de la indústria paperera que es va implantar a la riba del riu Gudenå a mitjans del segle xix. Però els vestigis més antics de poblament són del segle xiii i corresponen a les ruïnes de l'antic castell. Els estudis arqueològics desenvolupats entre 1880-1882 i el 1949 van posar al descobert restes de diferents edificis medievals a un illot del Silkeborg Langsø, avui dia un parc públic accessible a través d'una passarel·la que el connecta amb el pont que travessa el llac a través del carrer Christian 8.s.
A mitjans del 1414 el palau va passar a mans del bisbe d'Århus, fins a la Reforma Protestant els edificis van servir com a centre administratiu del bisbe i ocasionalment com a allotjament del rei. Amb la reforma els béns van passar a mans de la corona fins al 1664 quan el rei Frederic III els va donar com a pagament d'un préstec. El conjunt s'aniria deteriorant, el 1726 el palau era tan malmès que va ser enderrocat. Gran part de les pedres del palau van ser reutilitzades per a la construcció de Silkeborg.
El 1844 l'empresari Michael Drewsen va demanar permís per edificar un molí de paper a Silkeborg. Amb la prosperitat econòmica el 1846 Silkeborg va ser reconeguda com a centre comercial i el 1900 rebria el títol de ciutat. El primer campionat mundial del futbol de tres bandes hi va tenir lloc el 24 de maig del 2014, al Museu Asger Jorn.

## Atractius
Al Museu de Silkeborg s'exhibeix l'home de Tollund, el cos d'un home de l'edat del ferro (segle iv aC) momificat de manera natural en haver estat enterrat a una torbera.
Al petit port de Silkeborg hi ha un històric vaixell de vapor, el Hjejle (Daurada grossa), que ofereix recorreguts pels llacs fins al Julsø des d'on es pot contemplar el Himmelbjerget.
El Museu Jorn dedicat a l'art modern i contemporani, que alberga, entre d'altres, la col·lecció del pintor situacionista Asger Jorn.

## Personatges il·lustres
- Johannes Andreas Grib Fibiger (1867-1928), Premi Nobel de Medicina o Fisiologia
- Jesper Skibby (1964), ciclista
- Lars Ytting Bak (1980), ciclista

## Curiositats
A la novel·la Memòries d'Idhun de l'escriptora valenciana Laura Gallego apareix un personatge anomenat Jack que és originari de Silkeborg.